# Ji Eun-hee
Ji Eun-hee (ur. 13 maja 1986) w Gapyeong) – zawodowa koreańska golfistka. Ji przeszła na zawodowstwo w 2004. W 2007 wywalczyła prawo do gry na LPGA Tour, na którym do tej pory wygrała dwa turnieje, w tym wielkoszlemowy U.S. Women's Open w 2009.

## Zawodowe wygrane (6)

### LPGA Tour (2)
| Legenda                            |
| ---------------------------------- |
| Wielki szlem (1)                   |
| Pozostałe zwycięstwa LPGA Tour (1) |

| Lp. | Data                 | Turniej           | Zwycięski wynik       | Końcowa przewaga | 2. miejsce       |
| --- | -------------------- | ----------------- | --------------------- | ---------------- | ---------------- |
| 1.  | 22 czerwca 2008(dts) | Wegmans LPGA      | -16 (70-71-64-67=272) | 2 uderzenia      | Suzann Pettersen |
| 2.  | 12 lipca 2009(dts)   | U.S. Women's Open | E (71-72-70-71=284)   | 1 uderzenie      | Candie Kung      |

### KLPGA Tour (2)
- 2007 (2) Phoenix Park Classic, KB Star Tour

### Ladies Asian Golf Tour (2)
- 2006 (2) Macau Open, Malaysia Open

## Wyniki w turniejach wielkoszlemowych

### Zwycięstwa (1)
| Rok  | Zawody            | Po 54 dołkach      | Wynik               | Przewaga    | 2. miejsce  |
| ---- | ----------------- | ------------------ | ------------------- | ----------- | ----------- |
| 2009 | U.S. Women's Open | 2 uderzenia straty | E (71-72-70-71=284) | 1 uderzenie | Candie Kung |

### Przegląd
| Turniej                    | 2007 | 2008 | 2009 |
| -------------------------- | ---- | ---- | ---- |
| Kraft Nabisco Championship | DNP  | CUT  | 36=  |
| LPGA Championship          | DNP  | 29=  | 23=  |
| U.S. Women's Open          | DNP  | 42=  | 1    |
| Women's British Open       | 5=   | 3=   | DQ   |

| Turniej                    | 2010 |
| -------------------------- | ---- |
| Kraft Nabisco Championship | 75=  |
| LPGA Championship          |      |
| U.S. Women's Open          |      |
| Women's British Open       |      |

DNP = nie brała udziału.

CUT = nie przeszła cuta.

"=" = ex aequo.

WC = wycofała się.

DQ = dyskwalifikacja.

Zielone tło dla wygranych. Żółte tło dla miejsca w pierwszej dziesiątce.